# Carnaval de Florianópolis
O Carnaval de Florianópolis é uma festa popular realizada anualmente na capital do estado brasileiro de Santa Catarina, a cidade de Florianópolis. É composto pelo desfile das escolas de samba, blocos de enredo e sociedades carnavalescas na Passarela do Samba Nego Quirido, por bailes e festas nas ruas e em clubes e pelos blocos de rua em diversos bairros da cidade, além de outros eventos tradicionais como o Concurso Pop Gay. Em algumas ocasiões, costuma ser chamado de Carnaval da Magia ou Carnaval Magia, em referência ao apelido da cidade, Ilha da Magia.
A festa em Florianópolis tem origem no Entrudo, ainda no século XIX. Com o tempo, foi se tornando popular, com a festa ganhando o centro da cidade. No início do século XX, enquanto a elite frequentava os bailes de gala, a população passa a festejar nas ruas. Em especial, os negros, que em geral viviam afastados da área nobre da cidade, passam a ser os protagonistas da festa no Centro, com os blocos e, a partir dos anos 1950, com as primeiras escolas de samba.
Com os anos, as transformações da cidade e do tempo mudam o carnaval: os desfiles passam a ser cada vez mais organizados, a competição se acirra e é construído o palco para a passagem das escolas, a Passarela do Samba Nego Quirido. Os blocos crescem e seguem a festa no Centro e nos bairros - com a cultura compartilhada de outros carnavais, como o de Recife e Olinda, que inspiraram a criação do Berbigão do Boca e origem do maracatu, o de Salvador, com seus trios e abadás, e do Rio de Janeiro, com os blocos e as escolas de samba - se misturando as tradições originais e também as vindas da colonização, como o Zé Pereira. Os bailes, antes disputados, perdem espaço - apesar de ainda resistirem em festas como o Municipal da Raça - enquanto o Pop Gay se tornou a tradição e um marco da diversidade no período da folia.
O Carnaval de Florianópolis, hoje consolidado, ainda sofre com problemas de financiamento devido a dependência do poder público, que levaram ao cancelamento dos desfiles das escolas de samba em 2013 e do Berbigão do Boca em 2017. Entretanto, calcula-se que, só no ano de 2016, mais de um milhão de pessoas passaram pelos eventos do carnaval florianopolitano, sendo 300 mil turistas, injetando dinheiro na economia.

## Pré-carnaval e abertura das festividades

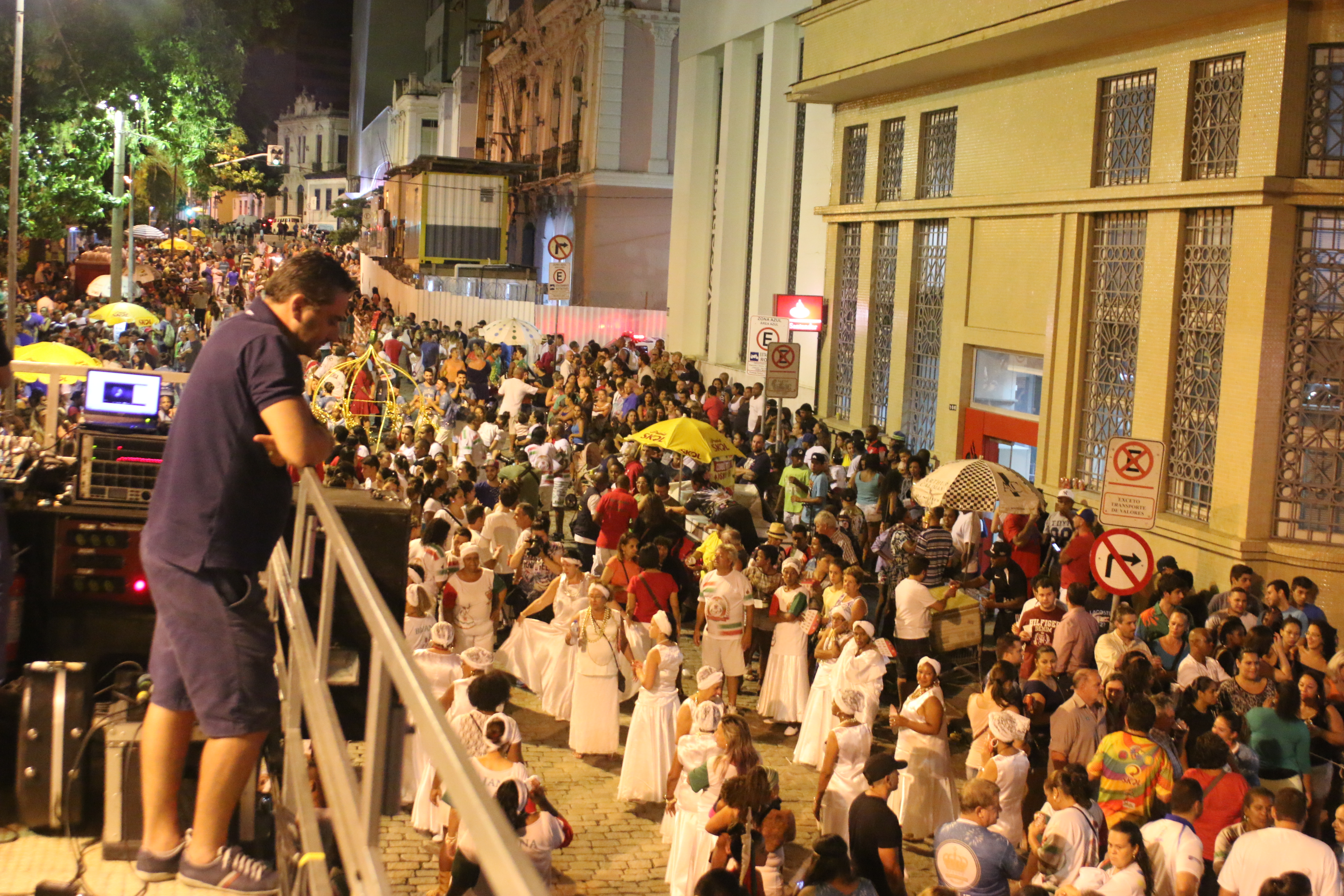
Protegidos da Princesa fazendo o ensaio "Volta a Praça XV", onde as escolas retornam ao local original dos desfiles.

Desde janeiro os blocos e escolas já realizam seus ensaios na cidade, em suas comunidades e nas quadras das escolas. Os grandes ensaios gerais das escolas acontecem na Praça XV de Novembro, onde eram feitos os desfiles até os anos 80 - também por isso chamados de Volta a Praça - e os ensaios técnicos são feitos na Passarela Nego Quirido. Outros eventos incluem as eleição da Corte Momesca e outras cortes de blocos e bairros, além dos ensaios dos blocos.
As festividades do Carnaval de Florianópolis são abertas tradicionalmente pelo Berbigão do Boca, um bloco que desde 1993 acontece na sexta anterior a do fim de semana de carnaval. O desfile do bloco acontece no Centro de Florianópolis. Esse dia é considerado a abertura do Carnaval, com a entrega da Chave da Cidade ao Rei Momo.  No dia seguinte, a Fanfarra da Ponte se tornou uma nova tradição no sábado anterior ao de Carnaval, e no no domingo anterior ao domingo do carnaval era o dia da Festa do Zé Pereira Joga n'Água, comandada pela banda da Lapa, na Freguesia do Ribeirão da Ilha. Abrindo a semana do carnaval propriamente dita, acontece o Enterro da Tristeza, realizado pelo Bloco SOS, onde simbolicamente a tristeza é enterrada para os dias de festa.

## Concursos e premiações

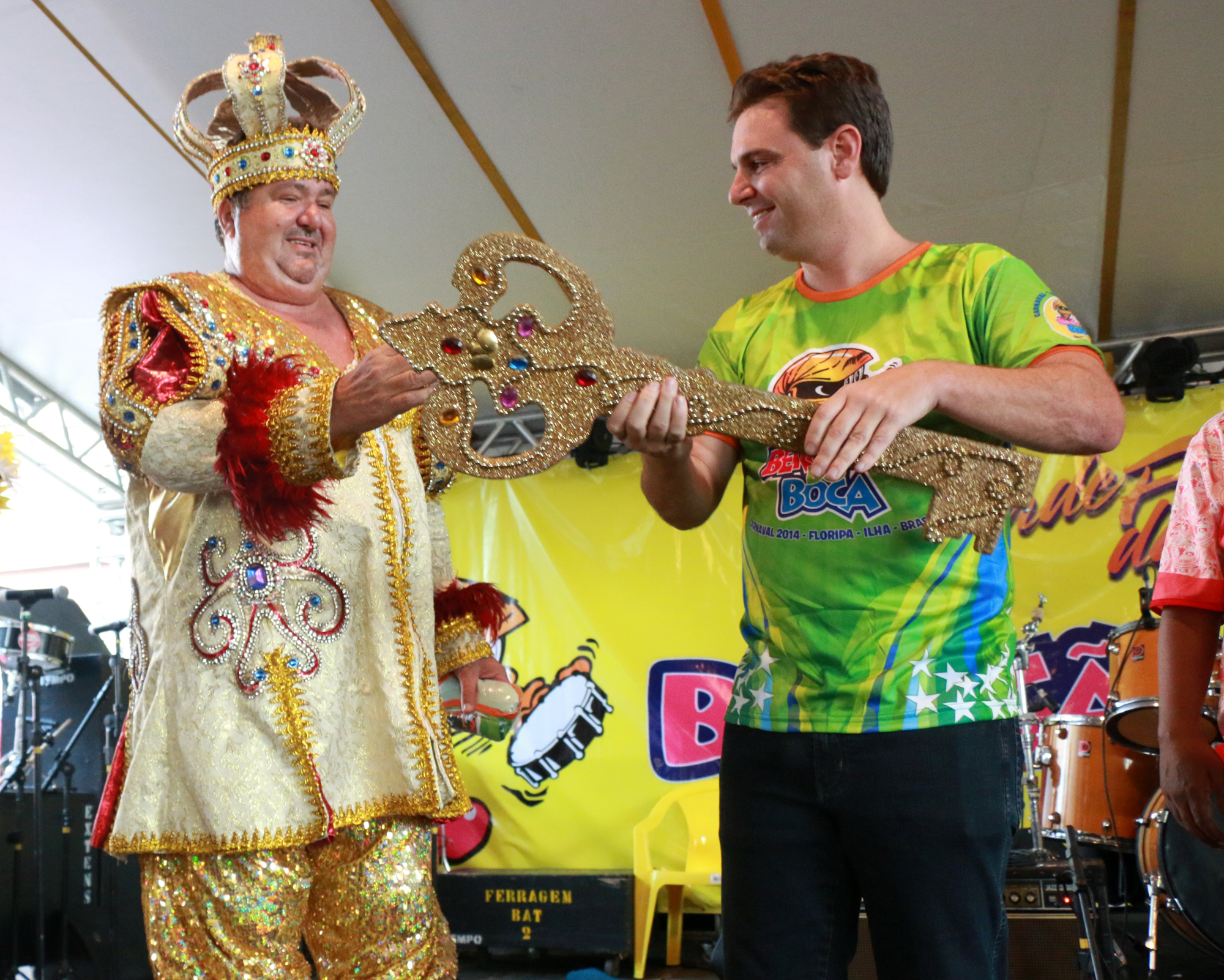
O Rei Momo Hernani Hulk recebendo a Chave da Cidade do então prefeito César Souza Júnior, abrindo oficialmente o Carnaval de Florianópolis.

Diversos concursos acontecem antes do carnaval. Concursos da corte acontecem nas escolas, em eventos de blocos como o Berbigão do Boca e nos pré-carnavais de bairros, como o de Santo Antônio de Lisboa, que também escolhem suas rainhas e princesas. Já o principal deles é o concurso para eleição da Corte Momesca, que também acontece no pré-carnaval, onde são definidas a Rainha e as Princesas do Carnaval, o Cidadão e a Cidadã Samba e o Rei Momo. A corte reina até o ano seguinte, quando a próxima corte é eleita, participando dos principais eventos do carnaval neste tempo.
Durante o carnaval, várias disputas acontecem, como o concurso de Marchinhas e Marcha-Rancho, o Concurso Pop Gay e a competição pelo título entre as Escolas de Samba. Esta última também tem outros prêmios e condecorações além do título oficial, como os Prêmios Carlos Magno, o Tamborim de Ouro, dado para a melhor ala de tamborins pelo Berbigão do Boca, e os troféus dados pela prefeitura: o Troféu Dona Gininha, para as escolas campeãs, e o Troféu Nega Tide, este dado aos destaques do carnaval não apenas nas escolas, mas também blocos, entidades, associações e outros.

### Corte Momesca

#### Rei Momo

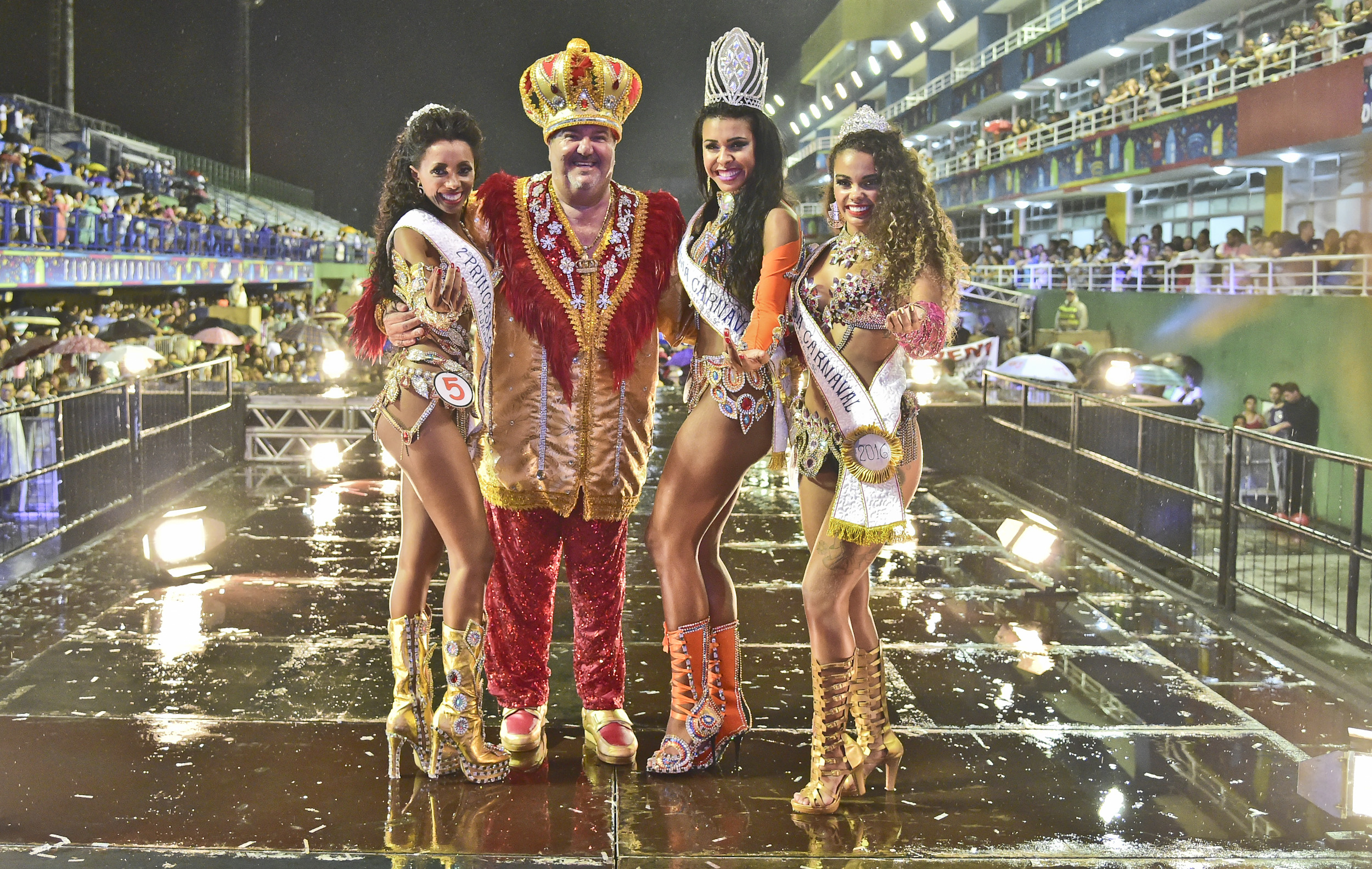
Corte do Carnaval em 2016, formada pelo Rei Momo Hernani Hulk, a rainha Chayeni Bittencourt, a 1ª princesa Karoline Junckes e a 2ª princesa Gisele Breigeron.

O Rei Momo é originalmente um personagem mitológico que acabou sendo incorporado pelo Carnaval. Tal como em outras cidades, em Florianópolis passou a ser realizado um concurso para eleger o personagem, a exemplo do Rio de Janeiro, onde o primeiro concurso, em 1934, procurava "alguém alegre, bonacheirão, bem falante e com cara de glutão". Desde 1986, o concurso de Florianópolis passou a ser vencido por Hernani Hulk, que foi declarado o Rei Momo vitalício em 2003, ano que o concurso deixou de ser feito. Hernani percorria todo o circuito do carnaval, sendo respeitado e reconhecido como o Rei Momo mais antigo do Brasil.
Com o falecimento de Hernani Hulk em 2019, o concurso voltou a ser realizado desde 2020. Tradicionalmente, o Rei Momo abre o carnaval recebendo a chave da cidade do Prefeito de Florianópolis, evento que costuma acontecer na sexta anterior a semana do carnaval, no Berbigão do Boca.

#### Rainha do Carnaval
A Rainha do Carnaval percorre as festas de carnaval junto com o Rei Momo. O concurso tem seu resultado revelado em um evento, muitas vezes no dia da abertura do carnaval, com as candidatas provenientes das escolas de samba. Nestes mesmos concursos as princesas são geralmente as segundas e terceiras colocadas, podendo ser 1ª Princesa e 2ª Princesa, respectivamente.

#### Cidadão e Cidadã Samba
O jornalista e radialista Antônio Severo trouxe a ideia, inspirada no título de mesmo nome do Carnaval do Rio de Janeiro - porém, lá, ele era voltado a pessoas que tinham domínio de diversas áreas do samba, enquanto que em Florianópolis o título recebeu uma ressignificação. O Cidadão e a Cidadã Samba representam aqueles que tem mais samba no pé e o título reconhece os grandes nomes das escolas de samba e que as representam - inicialmente havia apenas a Cidadã Samba, sendo voltado as passistas mulheres, e mais tarde os homens passaram a formar o casal.

### Concurso Pop Gay
O Pop Gay de Florianópolis é um concurso tradicional que acontece na noite da segunda de carnaval, elegendo as rainhas no meio LGBT. No concurso, realizado no Centro, é eleita a mais elegante Beauty Queen e a mais caricata Drag Queen, que ganham um prêmio em dinheiro e o Troféu Roberto Kessler, cujo nome vem do comunicador, falecido em 1999, que foi o criador e apresentou várias edições do concurso.
O Pop Gay, antes chamado de Gala Gay, surgiu do Carnaval do Roma, festa que era conhecida por ser um "carnaval gay" que acontecia na Avenida Hercílio Luz. A primeira edição foi organizada em 1993 pelo bloco carnavalesco Liberdade. Suas primeiras edições foram no Largo da Alfândega, e depois na Avenida Hercílio Luz, na Praça Tancredo Neves e na atualidade acontece na arena de shows nacionais montada na Avenida Paulo Fontes e no Largo da Alfândera. Cerca de 40 mil pessoas acompanham o evento anualmente.
O concurso é um dos principais eventos do carnaval de Florianópolis - há quem diga que apenas o desfile das escolas de samba é maior em importância do que ele - tendo destaque pelo pioneirismo e pelo público diversificado - não apenas a comunidade LGBT acompanha o Pop Gay, sendo também destaque na mídia local. Mesmo a Parada LGBT da cidade surgiu da organização e dos frequentadores do concurso.

## Carnaval de rua
O carnaval em Florianópolis iniciou com o entrudo português. Nos séculos XVIII e XIX, a brincadeira de jogar água nos outros com alguma mistura - em geral, laranja ou limão, mas as vezes urina - se tornou a tradição dos limões-de-cheiro, que motivaram as primeiras regras da folia - isso porque os foliões costumava cercar pessoas consideradas importantes da sociedade para dar banhos de limão. Com o tempo, a festa foi crescendo, influenciada pelos carnavais do Rio de Janeiro, mas com forte apelo local especialmente nas músicas. Até a década de 1930 o costume era brincar o carnaval com máscaras e outras fantasias de origem europeia, como colombina, pierrô e arlequim. Em 1936 surgem os primeiros blocos carnavalescos, que originariam os desfiles de escolas de samba e influenciam os blocos de rua atuais, com as primeiras batucadas e as fantasias em grupo.
Atualmente o carnaval popular de rua acontece em vários bairros. São tradicionais as festas na Armação, na Lagoa da Conceição e em Santo Antônio de Lisboa, que costumam contar com programação na maior parte dos dias. Outros bairros também seus blocos, e outros ainda desfilam por vários bairros. O Centro é o bairro com o maior número de eventos. Há dezenas de blocos registrados em Florianópolis, garantindo a festa em todas a regiões da ilha e no continente.

### Carnaval no Centro
O Centro é o local que recebe as maiores multidões e o maior número de eventos no Carnaval de Florianópolis. Além das Escolas de Samba, cujos desfiles históricos e o grande palco atual tem o Centro como local e que realizam ensaios na Praça XV e na passarela durante o pré-carnaval, o bairro recebe os eventos de abertura e encerramento, os maiores blocos de rua e muitos ensaios. Algumas partes do Centro recebem palcos e preparo especial para os eventos, como a Avenida Hercílio Luz, a região boêmia do Centro Leste e a região entre o Mercado Público e a Alfândega, que, por ter uma área maior, recebe palcos com atrações nacionais e eventos como o Pop Gay.

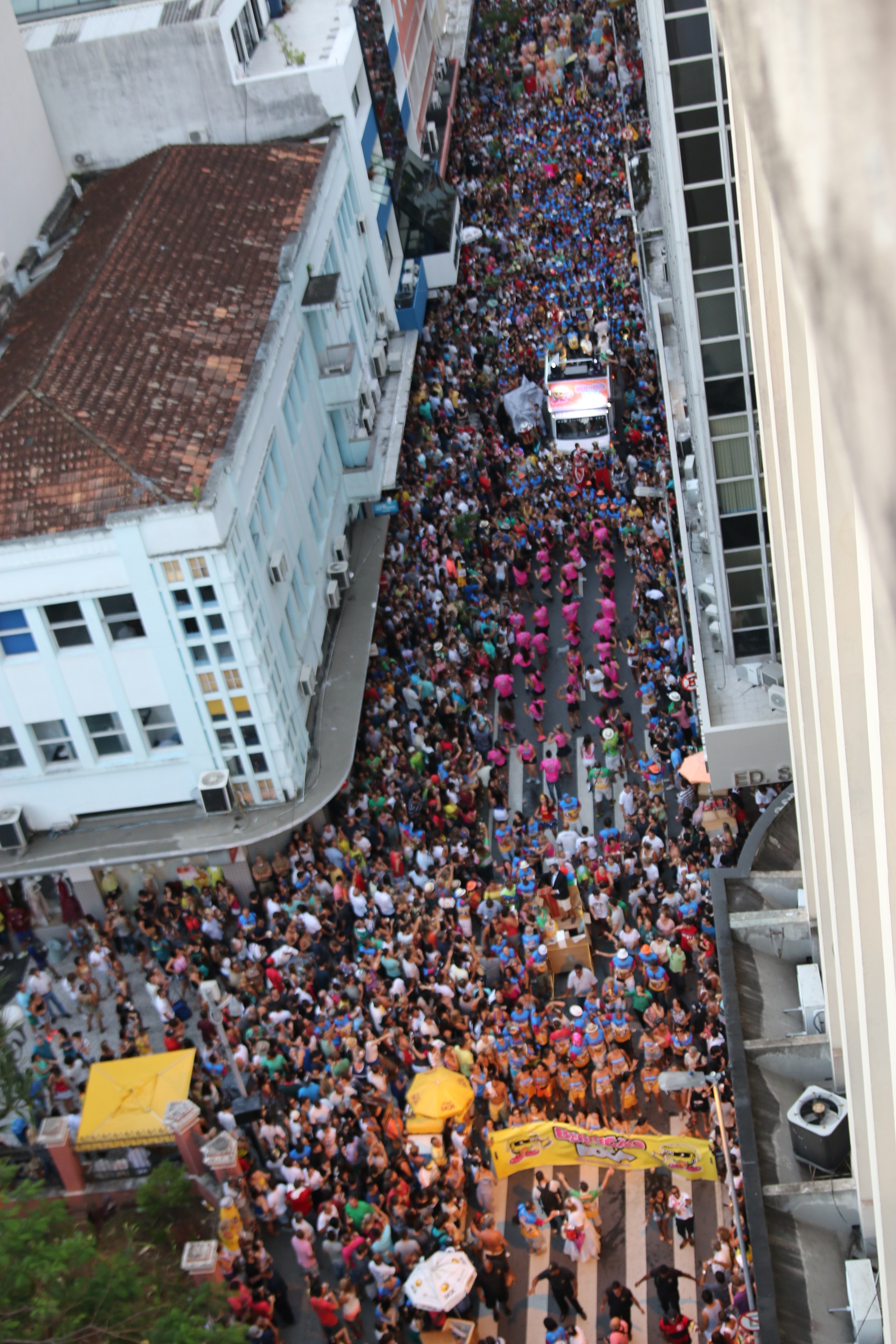
Berbigão do Boca, festa que abre o carnaval de Florianópolis.

#### Berbigão do Boca
A festa que abre o Carnaval de Florianópolis é provavelmente o mais famoso bloco de Santa Catarina, sendo noticiado nacionalmente. Sua história remete ao início dos anos 1990, quando o desfiles das escolas de samba, agora na Passarela Nego Quirido, se afasta dos blocos, dividindo e diminuindo a força da festa. Preocupados com a "apatia", um grupo de foliões reuniu-se na quarta-feira de cinzas de 1992, surgindo assim o Berbigão do Boca, que depois foi decretado a abertura oficial do carnaval da cidade, acontecendo uma semana antes da semana do carnaval. O nome vem de um dos maiores foliões da ilha e um dos criadores do bloco, Paulo Bastos Abraham, o Boca, e do fruto do mar, que é servido durante a festa, que a noite se torna um bloco e percorre algumas ruas do Centro arrastando uma multidão. A característica mais marcante do Berbigão são os bonecos gigantes inspirados no carnaval de Olinda e na tradição açoriana das maricotas que representam personalidades da cidade e desfilam com o bloco pelas ruas do Centro. Em 2025 existem 43 bonecos, com novos sendo adicionados através dos anos.

#### Fanfarra da Ponte e Ponte que Pariu
A Fanfarra da Ponte é uma banda de percussionistas e sopristas surgida em 2020 para tocar marchinhas carnavalescas e musicas populares, nomeada em homenagem a Ponte Hercílio Luz. A Fanfarra se apresenta em vários dias durante o carnaval, mas seu principal evento, o Ponte que Pariu, iniciou no mesmo ano, inicialmente na cabeceira insular da ponte, no Parque da Luz, se consolidando nos anos seguintes como o principal evento de rua do pré-carnaval após o Berbigão. A festa mistura a fanfarra, bandas e DJs, e em sua última edição, que foi no Largo da Alfândega, o Ponte que Pariu reuniu cerca de 50 mil pessoas.

#### Bloco SOS: o Enterro da Tristeza

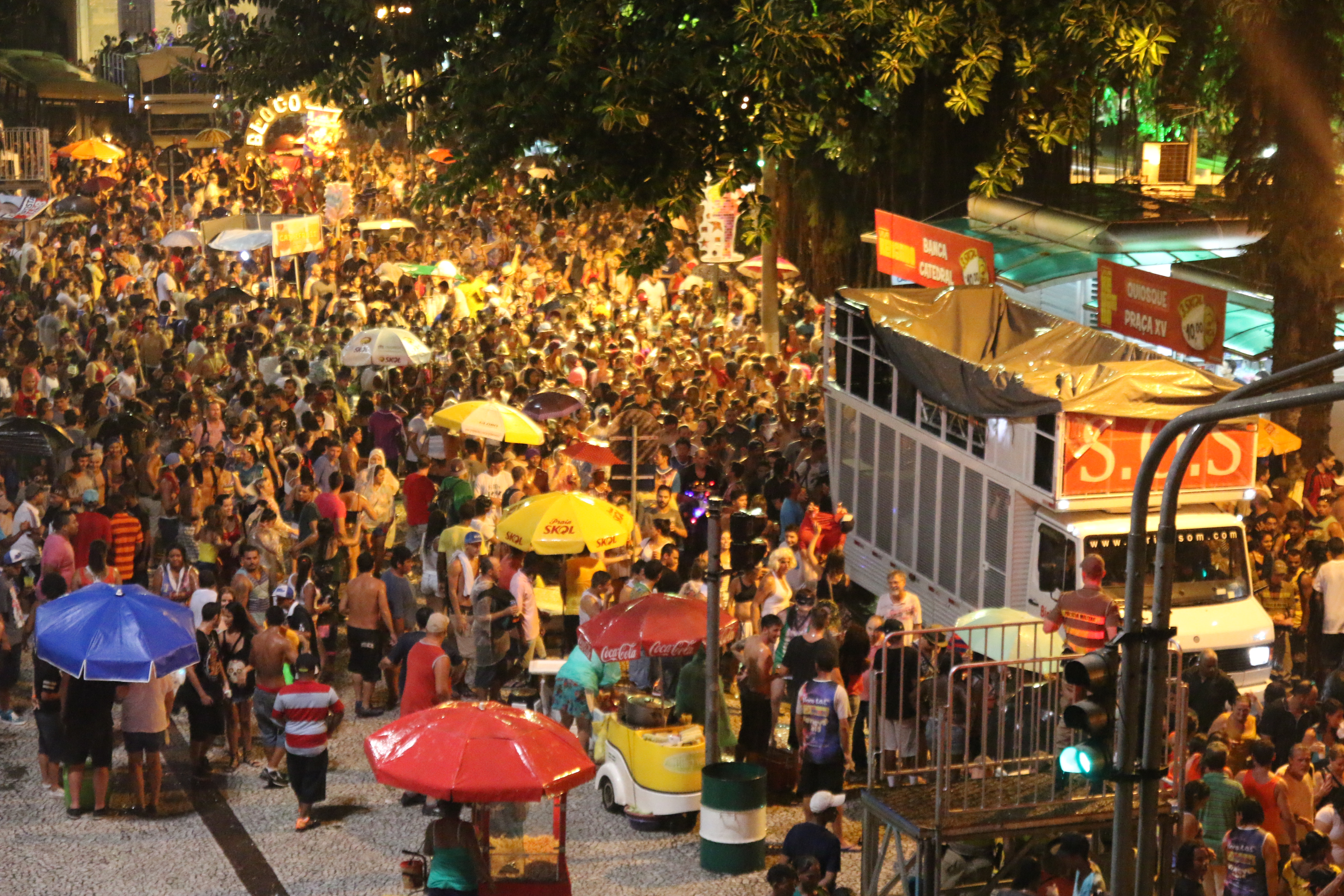
Enterro da Tristeza no Largo da Catedral, ao lado da Praça XV de Novembro.

O bloco abre a semana das festividades na quinta-feira com o seu Enterro da Tristeza. Para isso, conta com um "cortejo fúnebre" que inclui um carro alegórico com um caixão com personagens como o defunto, a viúva, a coveiro e a própria morte, simbolizando a morte das mágoas, das tristezas e das angústias para aproveitar a semana de folia. O evento existe desde os anos 1960, e após passar por vários organizadores, o bloco SOS é desde 1995 feito pela Associação dos Funcionários Estaduais da Saúde de Santa Catarina.

#### Batuqueiros do Limão
Fundado em 12 de fevereiro de 1969 por Oswaldo Silveira, o Vadicão, é o bloco mais antigo da cidade em atividade, cujos desfiles acontecem no Centro, no entorno da Praça XV de Novembro, e no seu bairro de origem, o Saco dos Limões, onde está sediado até hoje e de onde a maioria dos componentes vem.

#### Vento Encanado
O nome vem da Avenida Hercílio Luz, uma região com muitos prédios que faz o vento se direcionar. Ironicamente, o bloco nunca desfilou na avenida, se concentrando perto da Catedral Metropolitana de Florianópolis, na sexta de carnaval.

#### Blocos Afro
É um desfile na Praça XV de Novembro formado por quatro blocos ligados a raízes africanas: Africatarina, Maracatu Arrasta Ilha, Baque Mulher de Florianópolis e Cores de Aidê. Os blocos tocam samba-reggae e maracatu e passaram a fazer o desfile conjunto a pouco tempo, apesar de cada grupo ter sua história e desfiles independentes. O Arrasta Ilha, fundado em 2002, é um maracatu do baque virado que faz o percurso vindo da Escadaria do Rosário para a praça - que é parte de rotas históricas de procissões religiosas da comunidade negra - a duas décadas. O Africatarina, fundado na mesma época, monta seu bloco de carnaval desde 2004, surgido da ONG que durante o ano oferece oficinas de percussão, dança, teatro e capoeira. Baque Mulher e Cores de Aidê surgiram mais recentemente, em 2016, com o primeiro sendo fundado por mulheres vindas do Arrasta Ilha e fazendo parte do Movimento Nacional de Empoderamento Feminino Baque Mulher – Feministas do Baque Virado, que tem representantes em outras cidades do país, enquanto o Cores de Aidê, também formado por mulheres, toca samba-reggae. Além do desfile conjunto do Centro nas sextas de carnaval, os grupos fazem suas apresentações independentes em outros bairros.

#### Bloco dos Sujos

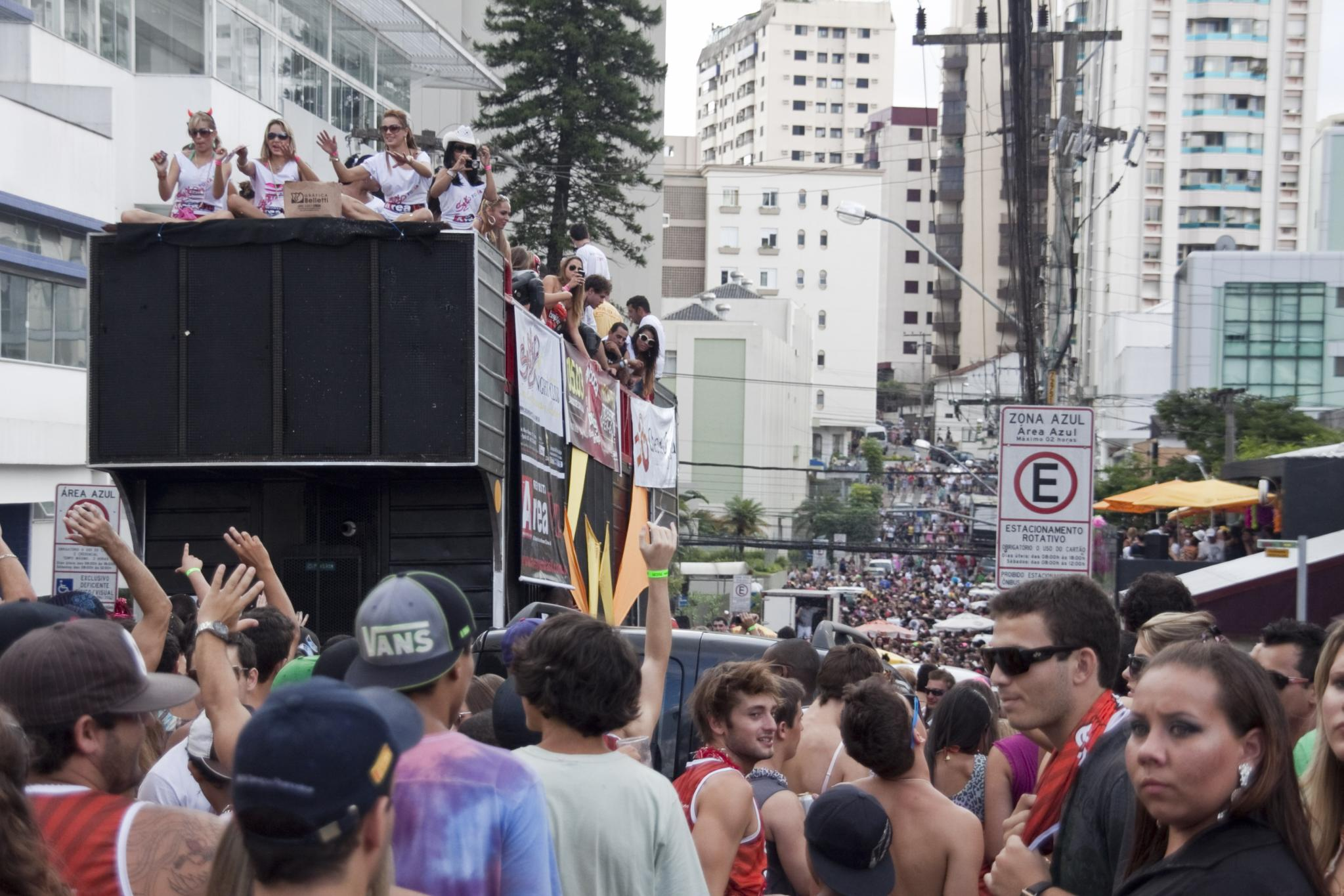
Blocos dos Sujos em 2011.

A maior festa de rua acontece no sábado, o dia dos bloco dos sujos, que na realidade são vários, como o Sou + Eu, o Bloquete, o Calma Beth, Pauta que Pariu, entre outros - que se misturam, costumeiramente, no entorno da Praça XV de Novembro e nas ruas próximas, formando uma multidão. Outros blocos ficam em outras partes do Centro, como nas Avenidas Osmar Cunha e Hercílio Luz, gerando uma grande movimentação de centenas de milhares de pessoas em grande parte do bairro - na edição de 2024 a estimativa oficial foi de 400 mil pessoas. Há uma tradição de homens se vestirem de mulher, e ocasionalmente as mulheres se fantasiam também, mas nada é obrigatório nos Sujos, com muitos fantasiados em grupo ou simplesmente aproveitando a festa.

##### Sou + Eu
No passado, haviam vários blocos que desfilavam em ordem no entorno da Praça XV de Novembro. Entre estes, o Sou + Eu, cujo nome vem do apelido de Wilson Pires, então massagista do time do Colegial, time de futsal formado por alunos e ex-alunos do Colégio Catarinense, que emprestava instrumentos da instituição para os músicos do bloco durante o carnaval. O Sou + Eu surge em 1977, sendo um dos mais antigos da cidade.

##### Bloquete e Calma Beth
Dois blocos que sozinhos reúnem mais de quatro mil pessoas, acontecendo junto ao Sujos. É open bar e acontece a parte do restante da festa, contando com estrutura diferenciada, participantes com abadás e shows nacionais, remetendo ao carnaval de Salvador.

#### Quero Parar Mas Não Consigo
É o bloco que finaliza os eventos da cidade, sempre marcado para o sábado seguinte a terça de Carnaval. Foi fundado em 2011, com a edição de 2024 sendo a 11ª edição - não foi realizado entre 2021 e 2023.

### Carnaval de Santo Antônio de Lisboa
O tradicional carnaval da freguesia ocupa com uma multidão várias das pequenas ruas do bairro histórico. Seus dois blocos mais tradicionais, o Gambaxeiroso e o Baiacu de Alguém, desfilam junto a DJs, trios elétricos e outras atrações. Cerca de 200 mil pessoas passam pelo bairro pelos cinco dias de festa, com dezenas de milhares por dia.

#### Baiacu de Alguém
O baiacu, peixe comum e desprezado pra alimentação, justamente por esse motivo dá nome ao famoso bloco de Santo Antônio de Lisboa. Após decidir o nome do peixe, se perguntou "baiacu de quem?", lembrando dos nomes de blocos já famosos como o Bacalhau do Batata e o Berbigão do Boca. A resposta foi que o bloco seria de qualquer um, de ninguém, enfim, seria o "Baiacu de Alguém", dando origem ao nome.

#### Gambaxeiroso
Surgiu em 2016, em um ano que o Baiacu de Alguém anunciou que não desfilaria mais, para ajudar a manter o carnaval na comunidade. O nome veio de uma festa de Natal da família que criou o bloco, onde um gambá apareceu em meio a ceia, e desde então o nome "gambá" foi colocado em diversos eventos e em um bar da família como lembrança de um momento de festividade e alegria, e acabou também sendo usado na hora de nomear o bloco. O bloco costuma desfilar com uma alegoria do personagem Pepé Le Pew.

### Carnaval no Campeche
O Campeche tem se destacado no carnaval de Florianópolis com blocos variados, como o tradicional Deca Rafael, um bloco de mais de 50 anos, o recente Samambloco e o Onodi.

#### Deca Rafael
É o bloco mais antigo do Campeche. Suas primeiras edições, de organização mais familiar, eram conduzidas num carro de boi. Atualmente o bloco conta com trio elétrico e reúne cerca de cinco mil pessoas. Seu nome homenageia Seu Deca, um famoso morador local.

#### Onodi
É um bloco com mais de duas décadas que desfila nos domingos de carnaval no Campeche. Seu nome e o cachorro símbolo do bloco tem origem de um diálogo onde um morador local, Tirelli, foi questionado sobre o nome dado a um cão que ele ganhou - ele teria dito, com sotaque manezinho, "ô no di" (eu não dei).
Em 2024, após os organizadores anunciarem uma expansão que incluía uma arena de shows no Parque Cultural do Campeche e estender o evento por vários dias, o Onodi acabou cancelado após controvérsias envolvendo autorizações entre a organização, a associação de moradores do Campeche e o MPF após anunciar por algumas horas que montaria a estrutura no Estreito.  Em um misto de protesto contra as mudanças da organização e retorno a tradição, uma versão alternativa, chamada Onodi Velha Guarda, saiu no domingo, no horário tradicional.

### Carnaval da Armação e Pântano do Sul
Os bairros do sul da Ilha também mantém seu carnaval local tradicional, com blocos pelas ruas e eventos variados. Na Armação, o bloco da associação local, Armação Unida, e o bloco Os Mareados são os mais conhecidos. Mais ao sul, o destaque é o Carnaval do Mar, no Pântano do Sul.

#### Os Mareados
O nome do bloco é uma referência ao enjoo marítimo de quem vai a Ilha do Campeche, cujos barcos partem da praia da Armação, se convertendo a uma homenagem aos pescadores e barcos locais. Surgiu em 2005, desfilando pela Armação tradicionalmente nas segundas de carnaval.

### Carnaval no Ribeirão da Ilha

#### Zé Pereira Joga n'Água
O Zé Pereira, tradição realizada em vários locais do Brasil, aconteceu por anos em Florianópolis na Freguesia do Ribeirão da Ilha no domingo antes da semana do carnaval. Lá, a festa tinha desfile de carros alegóricos, trios elétricos e foliões fantasiados embalados pelos sambas e marchinhas da Banda da Lapa. Na década de 50 o banho de mar à fantasia se tornou uma marca da festa, que passou também se chamar "Joga n’água" por isso. A organização era feita pela Sociedade Musical e Recreativa Lapa, mas a festa ficou tão grande que os moradores começaram a ser dividir sobre a continuidade da tradição, visto que a pequena localidade recebia uma multidão cada vez maior, e a festa deixou de acontecer. A Banda da Lapa segue animando o carnaval em várias partes da cidade.

## Bailes
Os bailes de carnaval são festas que também são parte da tradição da folia florianopolitana. Dentre elas, a mais conhecida e tradicional é o Baile Municipal da Raça, que atualmente acontece no P12, em Jurerê. Esse baile é uma espécie de sucessor do Municipal realizado pelo Clube Doze, tendo sido retomado em 2004 por um grupo de pessoas que pretendia retomar os bailes que antes agitavam a cidade, criando uma festa nos moldes antigos.
No passado, os bailes de gala nos clubes da cidade, com concursos de fantasia, eram destaque na programação do carnaval. Os bailes mais tradicionais eram o Baile Municipal, organizado pelo Clube Doze de Agosto, que abria o circuito, os bailes temáticos do Pinguim, do Hawaí e dos Artistas no Lagoa Iate Clube, os bailes Vermelho e Preto e o das  Estrelas no Paula Ramos e o baile do Lira Tênis Clube. Com a decadência dos clubes, eles acabaram encerrando ou mudando seu caráter, como foi o caso do Municipal da Raça, que apesar de ter um formato similar ao do Doze, tem uma estrutura de festa open bar contemporânea. Atualmente, com a presença de diversas casas na cidade, há muitas opções de festas temáticas relacionadas ao carnaval.
Os bailes infantis também acontecem, sendo o do Lagoa Iate Clube o maior destaque.

## Escolas de Samba
A competição entre agremiações em Florianópolis acontecem na Passarela Nego Querido, sambódromo cujo nome homenageia um antigo sambista da capital catarinense. Tradicionalmente, desfilam na passarela no sábado de carnaval as escolas de samba do grupo especial - em 2025, os desfiles passaram a ser também nas sextas. Fazem parte dos desfiles escolas de Florianópolis e de outros municípios da região metropolitana. Além do grupo especial, existiu por alguns também o grupo de acesso, que desfilava em outros dias ou logo antes do grupo especial. Ele deve retornar nos próximos anos.

### História

#### Origem
As primeiras escolas de samba de Florianópolis surgiram no Morro da Caixa, de iniciativa de marinheiros cariocas radicados ali e moradores locais. Em 1948 surge a primeira escola, Os Protegidos da Princesa, e em 1955, a Embaixada Copa Lord. Inicialmente, as escolas eram compostas majoritariamente por negros, com os brancos passando a ter maior representatividade nas agremiações apenas nos anos 70.

#### Da Praça XV a Passarela do Samba

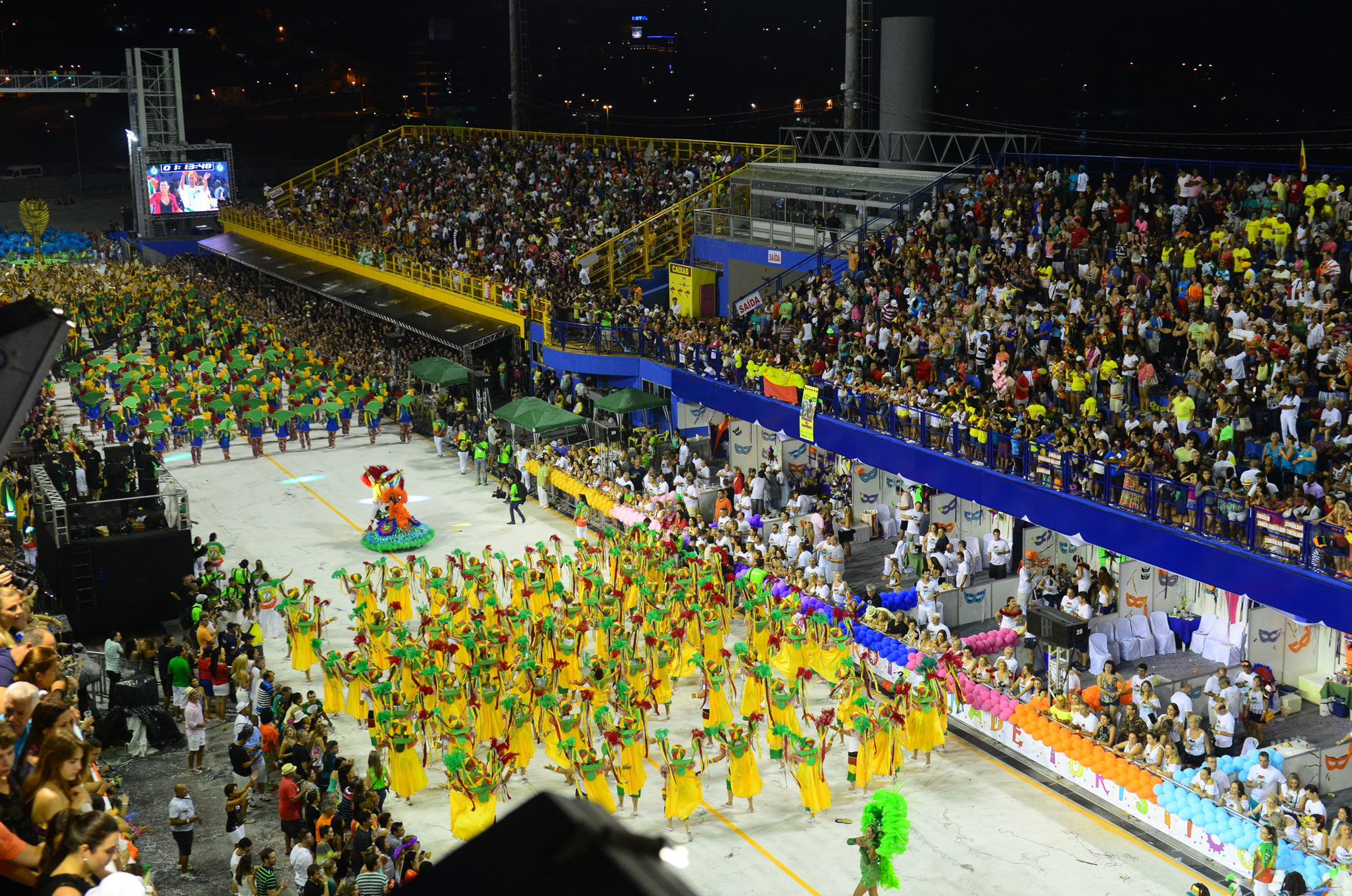
A Passarela Nego Quirido durante o desfile da União da Ilha da Magia em 2014.

Os desfiles das escolas aconteciam na Praça XV de Novembro. Não eram usados carros alegóricos, que surgiram em Florianópolis apenas nos anos 80. Até os anos 60, os sambas-enredo eram adaptações de sambas cariocas. Os desfiles se misturavam com as Sociedades Carnavalescas e os blocos de sujo no final, em festa. Após o surgimento da Copa Lord foi possível haver a competição entre escolas. Até 1986, surgiram mais sete escolas de samba, entre elas a Unidos da Coloninha, vinda do bairro de mesmo nome, e o Consulado, vinda do Saco dos Limões. A entrada desta última, com forte influência das agremiações cariocas, é considerada um divisor de águas, visto que era mais organizada que as escolas já existentes, cuja administração era mais amadora e familiar. Para vencer, as escolas passaram a investir mais, a cobrança ficou maior e o investimento também.

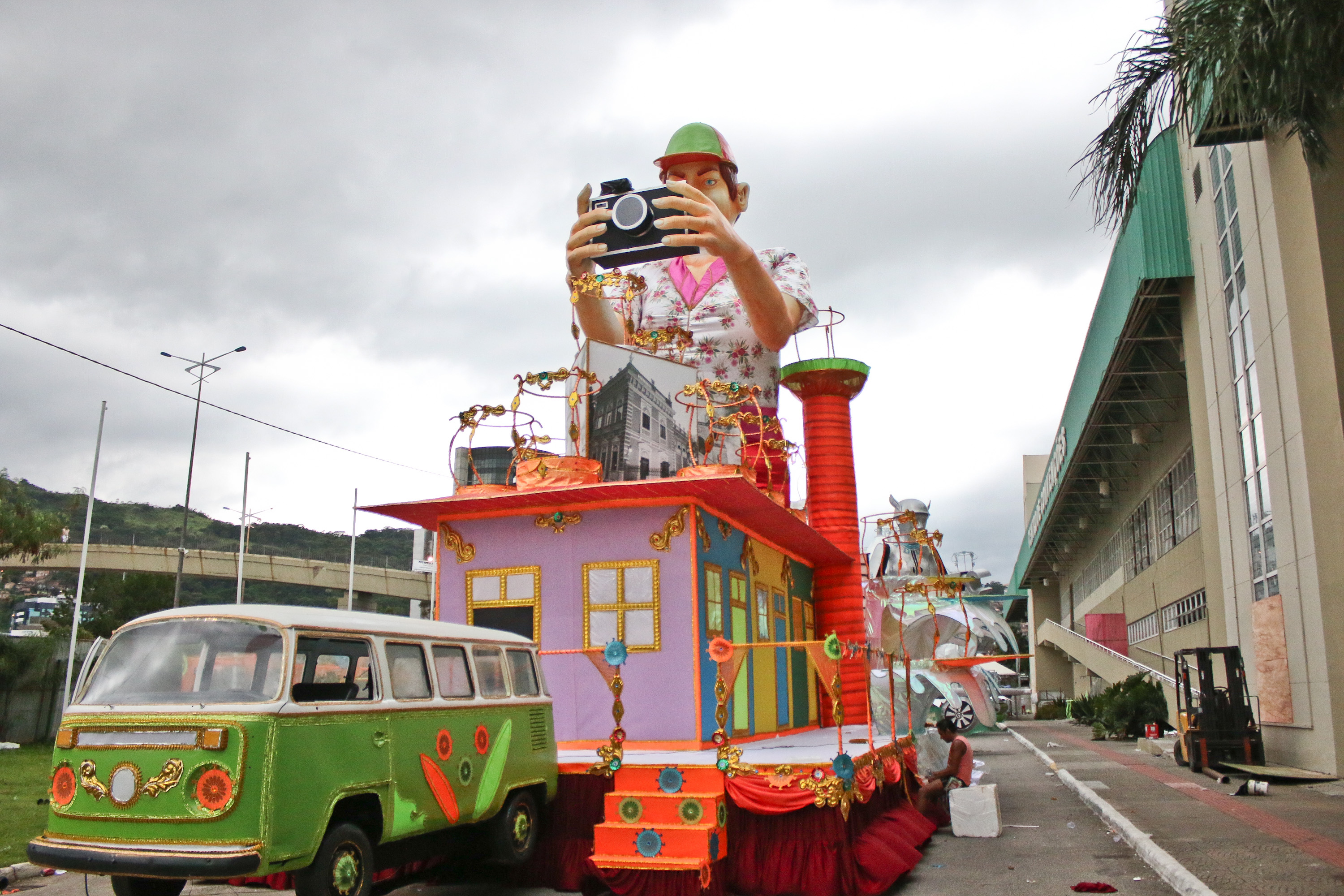
Alegoria em frente ao CentroSul aguardando pelo desfile.

Em 1982, os desfiles passam a ser no Aterro da Baía Sul, já que a Praça XV já não comporta tanta gente. A Avenida Paulo Fontes passou a ser a passarela. Surgem nessa mudança as arquibancadas, os carros alegóricos e os enredos mais elaborados e quesitos para avaliação das escolas - que não eram fixos na Praça XV.
Em 1987, os desfiles passam a ser na Passarela do Samba Nego Quirido, que seria inaugurada oficialmente em 1989. A pista passa a ser mais larga e distante do público, e o desfile de Florianópolis passou a ser mais semelhante ao padrão visto no Rio de Janeiro. A transição incomodou muitos foliões e organizadores, que consideraram que o carnaval na cidade se tornou menos interessante. Levou um certo tempo para a festa recuperar a força que tinha.

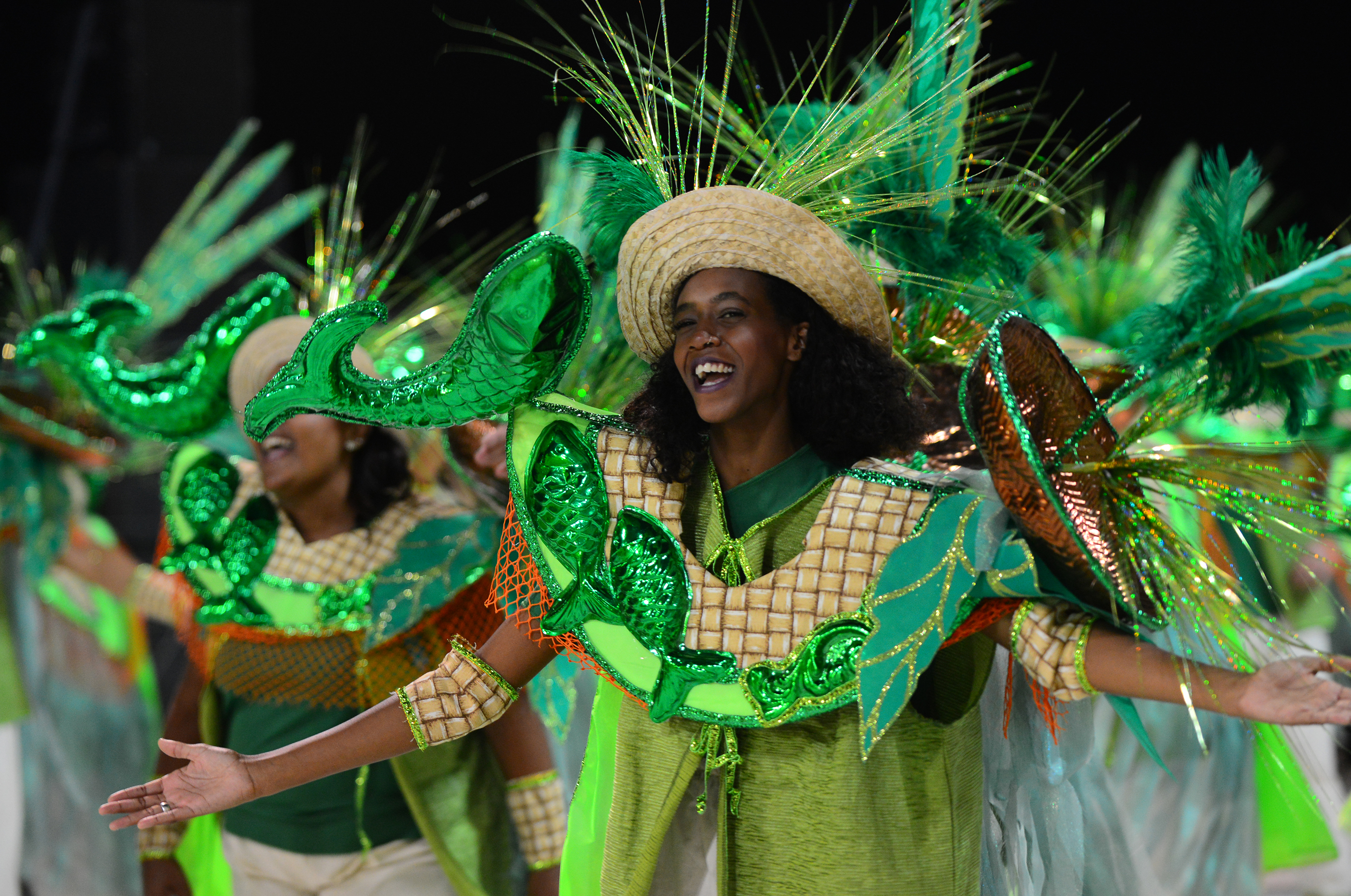
Uma ala da Protegidos durante o desfile das escolas de samba de 2014.

Em 2005, as quatro escolas restantes das que existiam desde os tempos da Praça XV - Coloninha, Copa Lord, Consulado e Protegidos - criam a Liga das Escolas de Samba de Florianópolis (LIESF) para defender seus interesses e fazer o carnaval. Em 2009 a liga e os desfiles passam a ter uma quinta escola, a União da Ilha da Magia, antes um bloco da Lagoa da Conceição.

#### Década de 2010: polêmicas, cancelamento e mudanças
Para 2012, além da existência de uma polêmica relativa à liberação da subvenção municipal para as sociedades carnavalescas, houve também divergência entre sambistas quanto à criação de um grupo de acesso, através de um decreto. Visando aumentar o número de agremiações, a prefeitura criou uma segunda divisão do desfile de escolas de samba, porém além de convidar dois blocos da capital, o Amigos do Caramuru e o Dascuia, contactou também prefeituras de três municípios vizinhos, para que cada uma delas indicasse uma representante para o desfile.

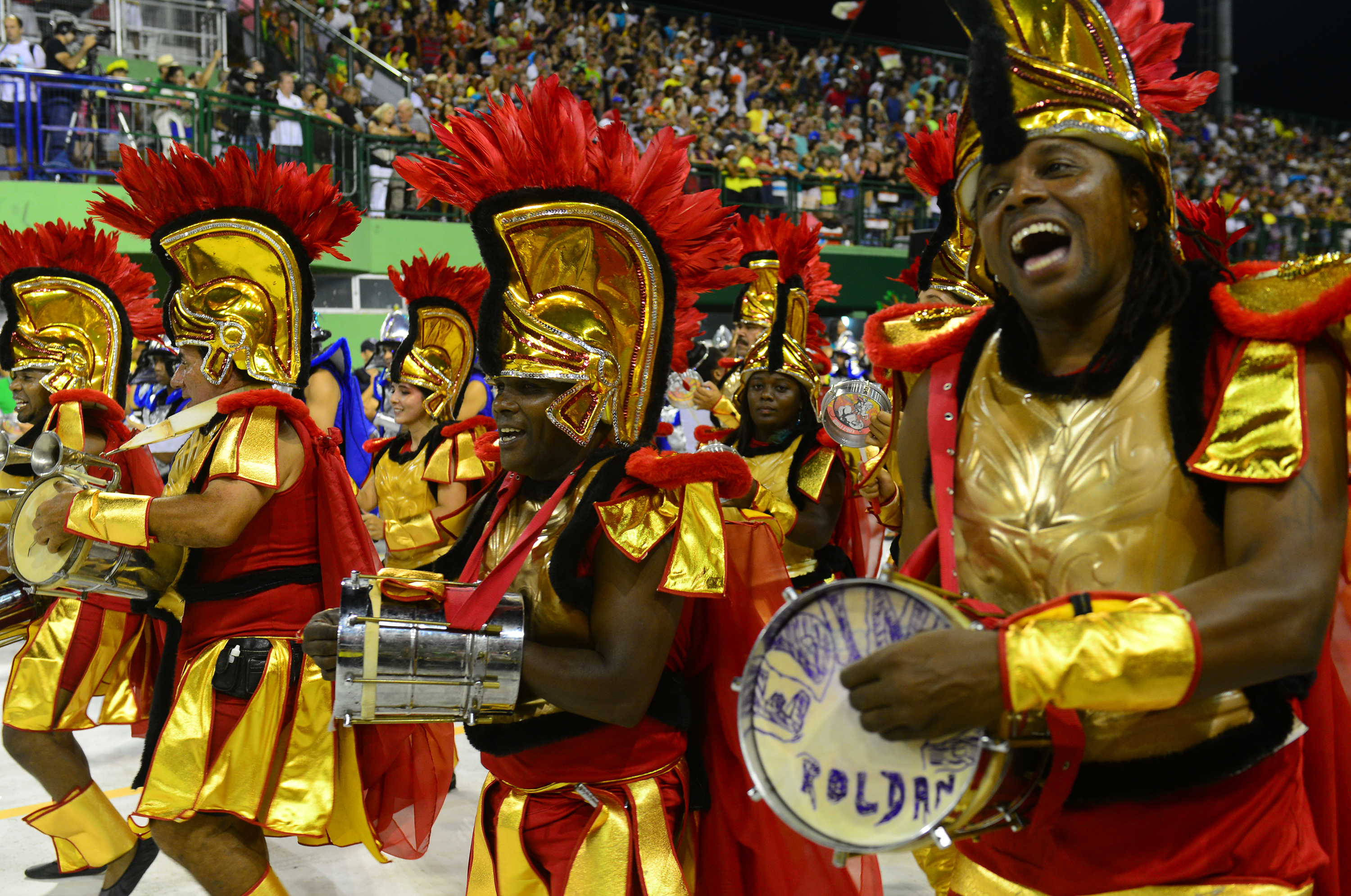
Bateria da Embaixada Copa Lord.

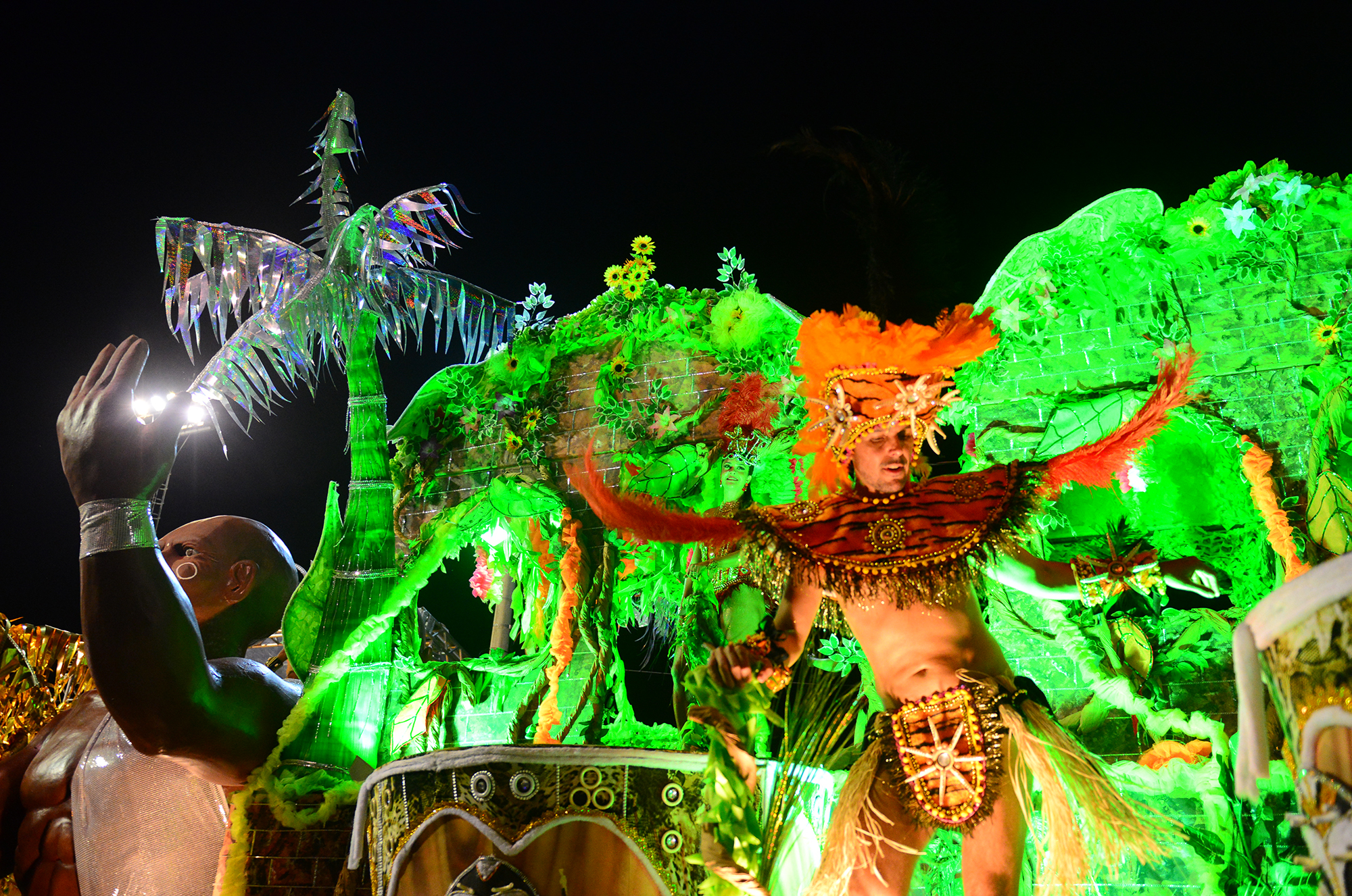
Desfile da Consulado em 2014.

Esta postura foi duramente criticada pela LIESF, uma vez que os prefeitos de duas cidades da Grande Florianópolis, ao invés de indicarem agremiações tradicionais, como se esperaria, criaram novas escolas: a Nação Guarani, de Palhoça, criada a partir da união de diversos blocos locais, que continuam ainda assim a existir separadamente; e Império São Miguel, de Biguaçu, criada por um projeto da Prefeitura, sendo esta vista pela LIESF como uma indicação política no Carnaval. Apenas a representante de São José foi um bloco existente há mais de cinco anos, o Futsamba Josefense, transformado em escola de samba. Foi criticado também o fato de não se ter convidado nenhuma representante de Santo Amaro da Imperatriz, onde já havia a tradicional agremiação Império de Santana, bem como a GRES Palhoça Terra Querida ter sido preterida por outra escola menos tradicional. Por fim, em dezembro, a Império São Miguel anunciou que desistiria da participação no Carnaval 2012. O grupo de acesso desfilou e teve os Amigos do Caramuru como vencedores, porém, a postura da prefeitura de impor suas próprias regras desagradou a LIESF. Ao fim do ano, ainda não era garantida a presença da Amigos do Caramuru na elite de 2013 e nem que outra regra imposta, que incluiria o rebaixamento de uma escola, seria cumprida, e a prefeitura tampouco garantiu a sua verba para as escolas, levando ao anúncio, em janeiro de 2013, do cancelamento dos Desfiles das Escolas de Samba, tendo os enredos desse ano passados pra 2014.  
No ano seguinte, as Ligas das Escolas de Samba da Grande Florianópolis, a de Blocos Carnavalescos a LIESF se fundem, formando uma nova LIESF, que atualmente conta com 17 escolas, incluindo as dos municípios da Grande Florianópolis, além de organizar os desfiles de cinco blocos carnavalescos e duas sociedades carnavalescas.
Em 2014 os desfiles retornaram a passarela, sendo que, com novos patrocinadores, a dependência do poder público foi reduzida, o que evitou que o desfile fosse cancelado quando o carnaval teve problemas com a prefeitura novamente em 2017. O grupo de acesso retornou, agora com uma vaga na elite garantida - Amigos do Caramuru, Futsamba Josefense e Dascuia desfilaram, com a vitória da última. Os desfiles do acesso seguiram em 2015 e 2016, com a Nação Guarani subindo em 2015 e a Consulado retornando a elite em 2016 - a escola foi rebaixada em 2015, na primeira vez que o Grupo Especial rebaixou uma escola. Em 2019, seis escolas faziam parte do Grupo Especial - Coloninha, Copa Lord, Consulado, Protegidos, Dascuia e a palhocense Nação Guarani, primeira escola de fora de Florianópolis a desfilar na elite - e o grupo de acesso foi formado por cinco escolas - União da Ilha da Magia, Acadêmicos do Sul da Ilha e as josefenses Jardim das Palmeiras e Futsamba Josefense. A Império Vermelho e Branco também fazia parte, mas não desfilou. O grupo de acesso, que já sofria com datas e horários irregulares, não aconteceu em 2017 e 2018, o que levou a União da Ilha da Magia, rebaixada em 2016, a só retornar a elite vencendo o acesso de 2019.

#### Década de 2020: pandemia e retorno do carnaval
O primeiro desfile da década, em 2020, teve sete escolas desfilando no Grupo Especial - Coloninha, Copa Lord, Consulado, Protegidos, Dascuia, União da Ilha da Magia e Nação Guarani. Outras três - Acadêmicos do Sul da Ilha, Império Vermelho e Branco e Jardim das Palmeiras - desfilaram no acesso - inicialmente seriam cinco, mas as escolas Futsamba Josefense e a biguaçuense Amigos do Bom Viver não desfilaram. A partir dessa edição o tradicional desfile das campeãs deixou de ser realizado, com a campeã Coloninha organizando seu próprio desfile na Beira-Mar Continental.
Com a pandemia de COVID-19, os grandes eventos foram sendo cancelados conforme as restrições se acentuavam em 2020. Com a situação continuando grave durante todo o restante do ano, os desfiles de 2021 foram cancelados, mas a chegada das vacinas fez a esperança de retorno em 2022 crescer entre as escolas, que se prepararam para o desfile. Entretanto, o avanço da variante ômicron no fim de 2021 levou a mais um cancelamento, e assim, Florianópolis não teve desfiles por dois anos.
Com a diminuição nos casos e o aumento de cobertura vacinal, o aguardado retorno ficou pra 2023. Nessa edição, dez escolas desfilaram na Nego Quirido, com o fim do Grupo de Acesso e a ascensão automática das escolas Jardim das Palmeiras e Império Vermelho e Branco, que se juntaram as sete escolas do antigo Grupo Especial e com a vencedora do acesso de 2019, a Acadêmicos do Sul da Ilha. O mesmo padrão se manteve para 2024, ano que foi acordado o retorno do desfile das campeãs, e se manterá em 2025 - com a principal diferença deste ano sendo a divisão em duas noites, sexta e sábado. O retorno do sistema de rebaixamento e do Grupo de Acesso deve acontecer nas próximas edições.

### Transmissão
O Desfile das Escolas de Samba de Florianópolis passou a ser transmitido na década de 1980 para o estado de Santa Catarina. Os primeiros anos tiveram algumas transmissões da TV Cultura/RCE. Na época do início dos desfiles na Nego Querido, entre 1989 e 1993, além da RCE, RBS TV e Rede OM também passaram a transmitir. Em 1989 e 1990, o desfile teve forte financiamento das emissoras, o que garantiu a própria ida a avenida das escolas, e em 1993, a OM transmitiu, pela primeira vez, os desfiles em cadeia nacional. Desde então, as transmissões em nível estadual passaram a ser regulares, acontecendo todos os anos e com vários canais transmitindo.
Em 2006, a RBS TV passa a ser a principal transmissora, com alguns anos fazendo dupla com a TVBV. A crise financeira que afetou o Grupo RBS e culminou na venda da parte catarinense, que virou a NSC TV, fez com que a Liga das Escolas de Samba procurasse outro canal que pagasse o que foi exigido. Após um ano sem transmissões em 2016, em 2017 e 2018, a RIC TV (hoje NDTV) transmitiu o desfile, e além de mostrar para todo o estado, transmitiu também em cadeia nacional pela Record News pela segunda vez na história. Após um ano de retorno para a NSC TV em 2019, a NDTV retomou a exclusividade de 2020 em diante.